# Koichi Oita
Koichi Oita (9. april 1914 - 11. september 1996) var en japansk fodboldspiller.

## Japans fodboldlandshold
| Japans landshold | Japans landshold | Japans landshold |
| År               | Kmp              | Mål              |
| ---------------- | ---------------- | ---------------- |
| 1936             | 2                | 0                |
| Total            | 2                | 0                |